# Zvjezdan Misimović
Zvjezdan Misimović - em sérvio, Звјездан Мисимовић - (Munique, 5 de junho de 1982) é um ex-futebolista bósnio de origens sérvias, nascido na Alemanha e que atuava como meia.
Após inicialmente ter defendido as seleções juvenis da Iugoslávia, sendo colega de Nemanja Vidić até ser descartado como um jogador fora de forma, escolheu jogar pela Seleção Bósnia - algo incomum para os bósnios de origens sérvias. A sondagem bósnia veio por intermédio de Hasan Salihamidžić, com quem convivia no Bayern Munique.
Quando jogava no Wolfsburg, junto com seu colega de seleção Edin Džeko (este bosníaco), conquistou o Campeonato Alemão em 2009. Em 2010, após a chegada de Diego, Misimović perdeu espaço na equipe e foi vendido para o Galatasaray. Após chegar ao Galatasaray, onde também não teve muito espaço, Misimović foi vendido em 2011 para o Dínamo Moscou. No time russo teve bom espaço no meio campo sendo um dos que mais atuaram na temporada 2011/2012.
No meio da temporada 2012/2013 recebeu uma boa oferta do futebol asiático, acertando com o time chinês Guizhou Renhe.

## Títulos
Bayern Munique
- Campeonato Alemão: 2002-03
- Copa da Alemanha: 2002-03

Wolfsburg
- Campeonato Alemão: 2008-09